# Lutherville
Lutherville statisztikai település az USA Maryland államában, Baltimore megyében. Lakosainak száma 6835 fő (2020. április 1.).